# 聖ラウリ教会 (ロホヤ)

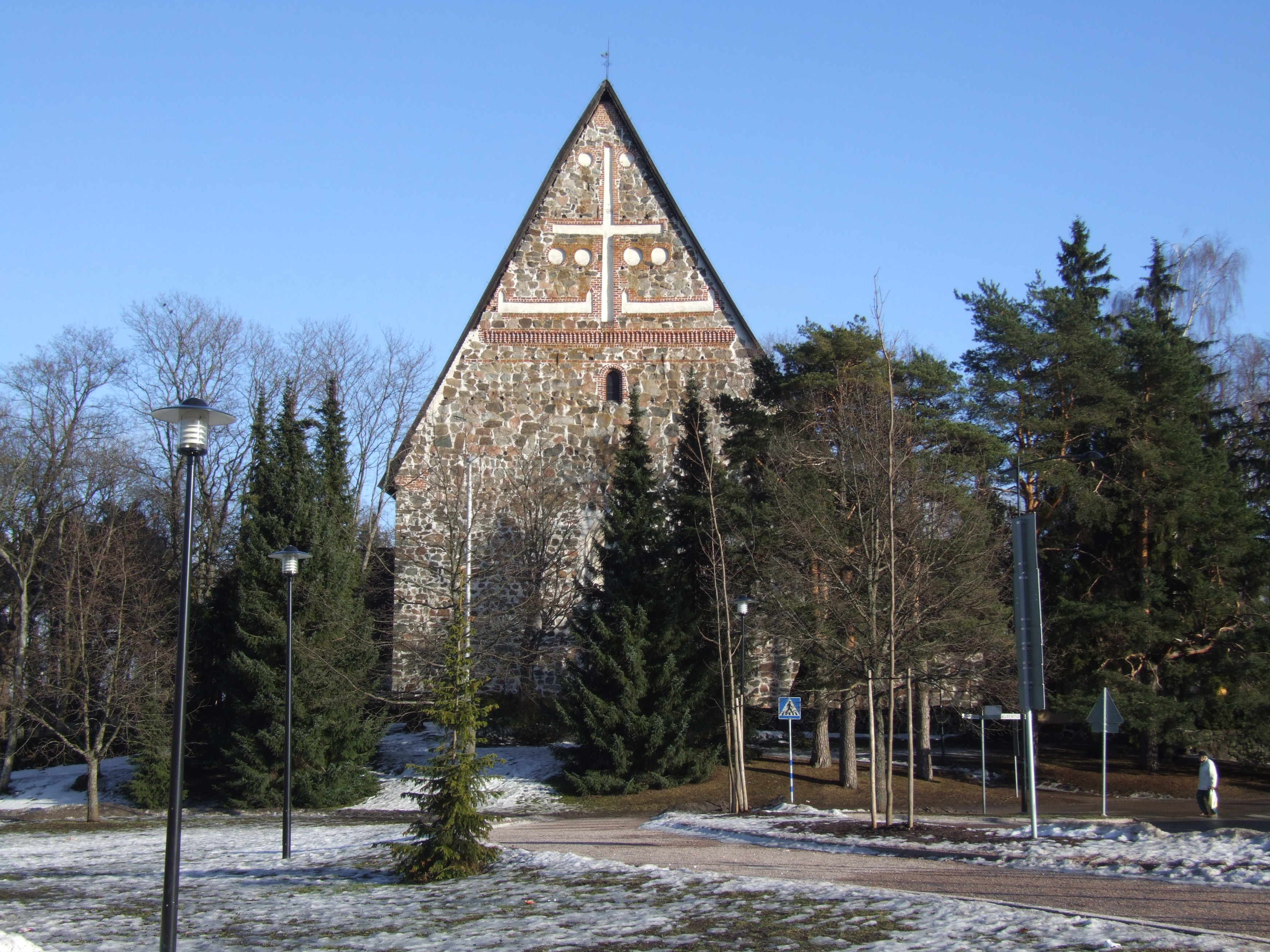
聖ラウリ教会の外観、2007年撮影。

聖ラウリ教会（せいラウリきょうかい、フィンランド語: Lohjan Pyhän Laurin kirkko）は、フィンランドのロホヤにある教会である。教会には16世紀初期に描かれた壁画があり、それが教会をフィンランドにおける中世の建物のうち最も貴重なものたらしめた理由である。これら質朴な壁画は読み書きのできない住民に聖書の物語を教えた 。
宗教改革によりルター派がフィンランドに導入される以前は教会がローマ・カトリック教会に属した。この教会はローマのラウレンティウスに献堂されている 。

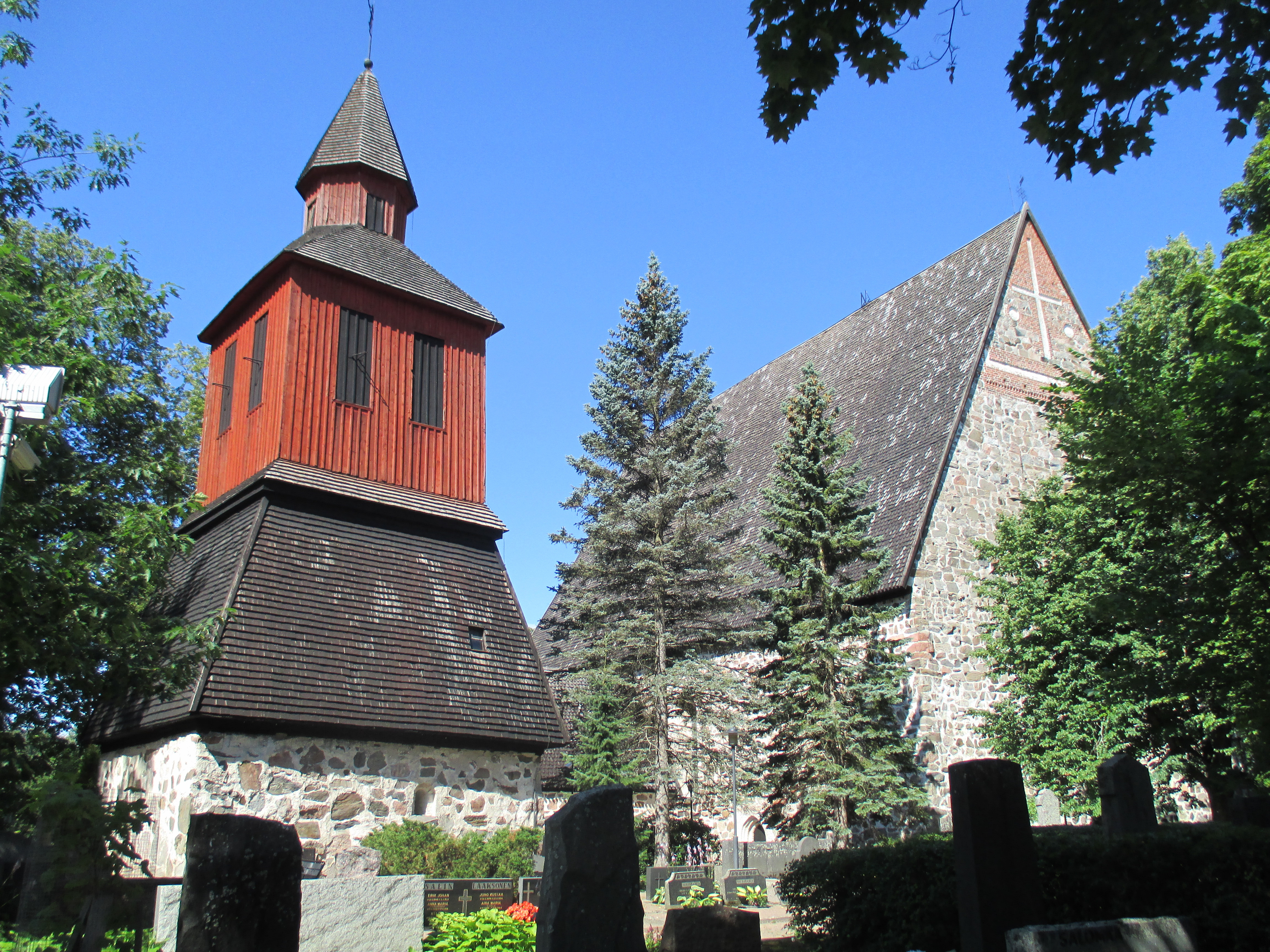
聖ラウリ教会の鐘の塔、2013年撮影。

教会の南東の隅には鐘の塔があり、灰色の石造の部分は中世以来のものとされているが、木製の部分は大北方戦争以降に修理された。
19世紀初期、教会の窓は拡大され、絵画に白い石灰が塗られた。1880年代に石灰が除かれ、絵画が修復された。